# Johann Olav Koss
Johann Olav Koss (* 29. Oktober 1968 in Drammen) ist ein ehemaliger norwegischer Eisschnellläufer. Mit vier Olympiasiegen und drei Titeln bei den Mehrkampfweltmeisterschaften gehört er zu den erfolgreichsten Eisschnellläufern der Geschichte.

## Karriere
Koss nahm 1986 und 1987 an den Juniorenweltmeisterschaften teil, seine beste Platzierung war 1987 Rang 7 über 3000 Meter. 1988 nahm er erstmals an der Weltmeisterschaft teil, konnte sich aber nicht für den abschließenden 10.000-Meter-Lauf qualifizieren. 1989 war Koss erstmals bei der Europameisterschaft am Start und belegte den 15. Rang, bei der Weltmeisterschaft 1989 konnte er sich auf Rang 8 verbessern. Im Januar 1990 gewann Koss seine ersten Weltcup-Rennen über 1500 Meter und 5000 Meter. Bei der Europameisterschaft 1990 belegte Koss den vierten Platz, einen Monat später gewann er in Innsbruck den Titel des Weltmeisters, obwohl er auf keiner der vier Einzelstrecken Zeitschnellster war. Zum Saisonabschluss gewann er den Weltcup auf der 1500-Meter-Strecke.
In der Saison 1990/1991 gewann Koss dann sowohl den Europameister- als auch den Weltmeistertitel, im Weltcup verlor er auf der 5000-Meter-Strecke nur ein einziges Rennen und gewann den Titel sowohl über 1500 Meter als auch über 5000 Meter. 1991 siegte er auch erstmals bei der norwegischen Meisterschaft im Mehrkampf, diesen Titel sollte er bis 1994 noch dreimal gewinnen.
1992 wurde er hinter dem Holländer Falko Zandstra Zweiter bei der Europameisterschaft. Bei den Olympischen Winterspielen 1992 von Albertville litt Koss anfangs unter einer Entzündung der Bauchspeicheldrüse, er belegte nur den siebten Platz auf seiner eigentlichen Spezialstrecke über 5000 Meter. Drei Tage später zeigte er sich wieder erholt und gewann die Goldmedaille über 1500 Meter. Zum Abschluss der olympischen Wettbewerbe gewann er noch Silber über 10.000 Meter hinter dem Holländer Bart Veldkamp. Zum Abschluss der Olympiasaison gewann Koss Bronze bei der Weltmeisterschaft hinter dem Italiener Roberto Sighel und Falko Zandstra.

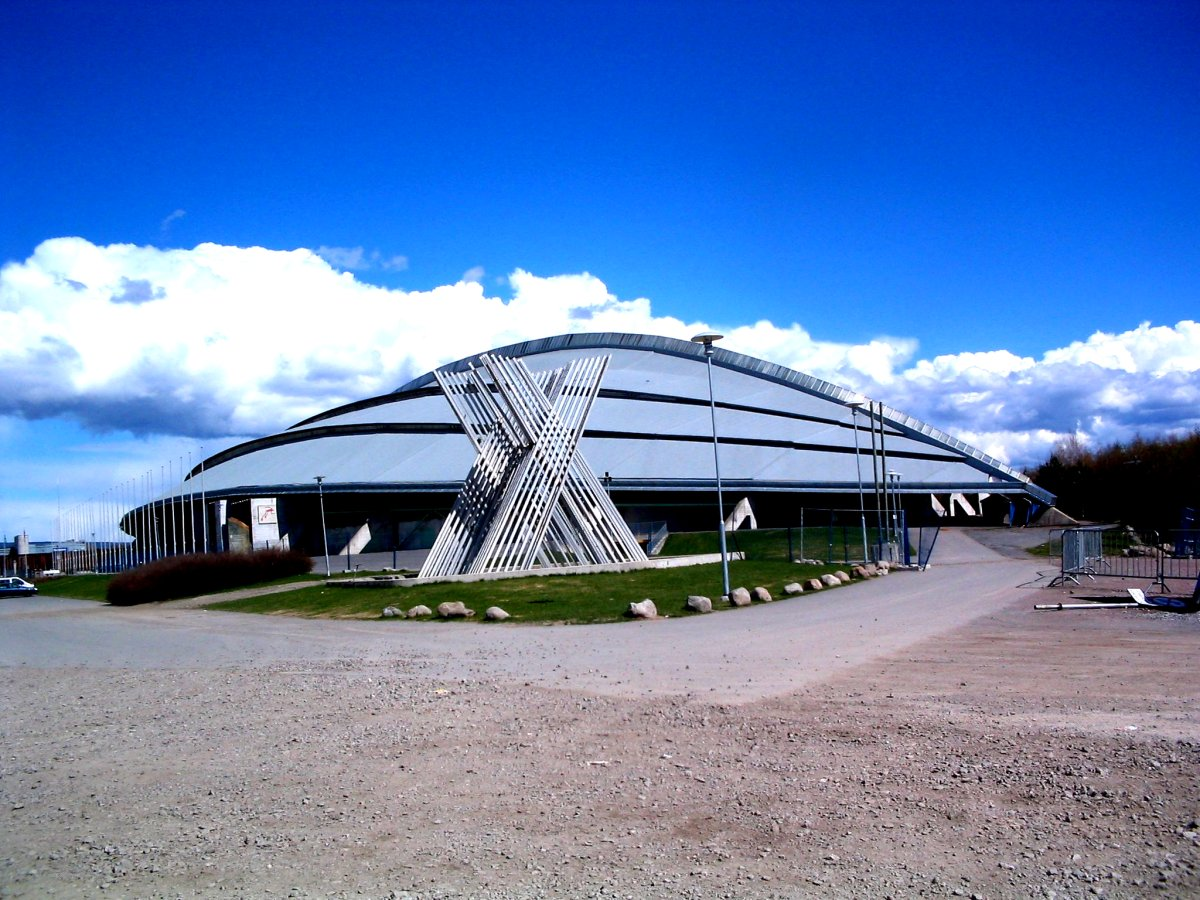
Vikingskipet, das Wikingerschiff in Hamar war 1994 Austragungsort der olympischen Wettbewerbe im Eisschnelllauf

1993 unterlag Koss sowohl bei der Europameisterschaft als auch bei der Weltmeisterschaft dem Holländer Zandstra. Bei der Europameisterschaft 1994 konnte er Zandstra zwar schlagen, aber dessen Landsmann Rintje Ritsma besiegte beide und gewann Gold vor Koss und Zandsta. Die Olympischen Winterspiele 1994 in Lillehammer sollten für Koss der Höhepunkt seiner Karriere werden, im Vikingskipet in Hamar gewann er auf den Strecken von 1500 bis 10.000 Meter drei Goldmedaillen jeweils mit Weltrekord. Nach den Olympischen Spielen gewann Koss seinen zweiten Weltmeistertitel und zum Saisonabschluss gewann er noch den Weltcup über 5000 Meter. Mit dem Abschluss der Saison 1993/1994 beendete Koss seine Karriere. 1994 wurde er vom Magazin Sports Illustrated zum Sportler des Jahres ernannt.
Koss lebt heute in Toronto, er ist Präsident und CEO der Entwicklungshilfeorganisation Right to Play, daneben ist er UNICEF-Sonderbotschafter. Von 1999 bis 2004 war er mit der kanadischen Geschäftsfrau und Politikerin Belinda Stronach verheiratet. Von 1998 bis 2002 war er Mitglied im Internationalen Olympischen Komitee.

## Persönliche Bestleistungen
| Distanz  | Zeit     | Datum            | Ort        |
| -------- | -------- | ---------------- | ---------- |
| 500 m    | 37,98    | 7. Januar 1994   | Hamar      |
| 1000 m   | 1:14,90  | 10. Januar 1993  | Hamar      |
| 1500 m   | 1:51,29  | 16. Februar 1994 | Hamar      |
| 3000 m   | 3:57,52  | 13. März 1990    | Heerenveen |
| 5000 m   | 6:34,96  | 13. Februar 1994 | Hamar      |
| 10.000 m | 13:30,55 | 20. Februar 1994 | Hamar      |

## Weltrekorde
Koss stellte während seiner Karriere insgesamt zehn Weltrekorde auf.
| Disziplin | Ergebnis | Datum            | Ort                     |
| --------- | -------- | ---------------- | ----------------------- |
| 3000 m    | 3:57,52  | 13. März 1990    | Thialf in Heerenveen    |
| 5000 m    | 6:41,73  | 9. Februar 1991  | Thialf in Heerenveen    |
| 10.000 m  | 13:43,54 | 10. Februar 1991 | Thialf in Heerenveen    |
| Mehrkampf | 157,396  | 26. Februar 1991 | Thialf in Heerenveen    |
| 5000 m    | 6:38,77  | 22. Januar 1993  | Thialf in Heerenveen    |
| 5000 m    | 6:36,57  | 13. März 1993    | Thialf in Heerenveen    |
| 5000 m    | 6:35,53  | 4. Dezember 1993 | Wikingerschiff in Hamar |
| 5000 m    | 6:34,96  | 13. Februar 1994 | Wikingerschiff in Hamar |
| 1500 m    | 1:51,29  | 16. Februar 1994 | Wikingerschiff in Hamar |
| 10.000 m  | 13:30,55 | 20. Februar 1994 | Wikingerschiff in Hamar |

## Auszeichnungen
- Sportler des Jahres in der Wahl von Sports Illustrated 1994
- Europas Sportler des Jahres (PAP) 1994
- Norwegens Sportler des Jahres 1991, 1994
- Oscar Mathisen Memorial Trophy 1990, 1991, 1994
- Morgenbladet-Goldmedaille 1990
- Fearnleys olympiske ærespris 1994
- Norwegischer Verdienstorden 2011
- Lego-Preis 2013
- Member des Order of Canada 2015